# یوری نستروف
یوری نستروف (روسی: Юрий Игоревич Нестеров؛ زادهٔ ۲۴ مارس ۱۹۶۷) بازیکن هندبال اهل اتحاد جماهیر شوروی سوسیالیستی بود.